# Akpınar
Akpınar est une ville et un district de la province de Kırşehir dans la région de l'Anatolie centrale en Turquie.